# Stanisław Kiełbasiński

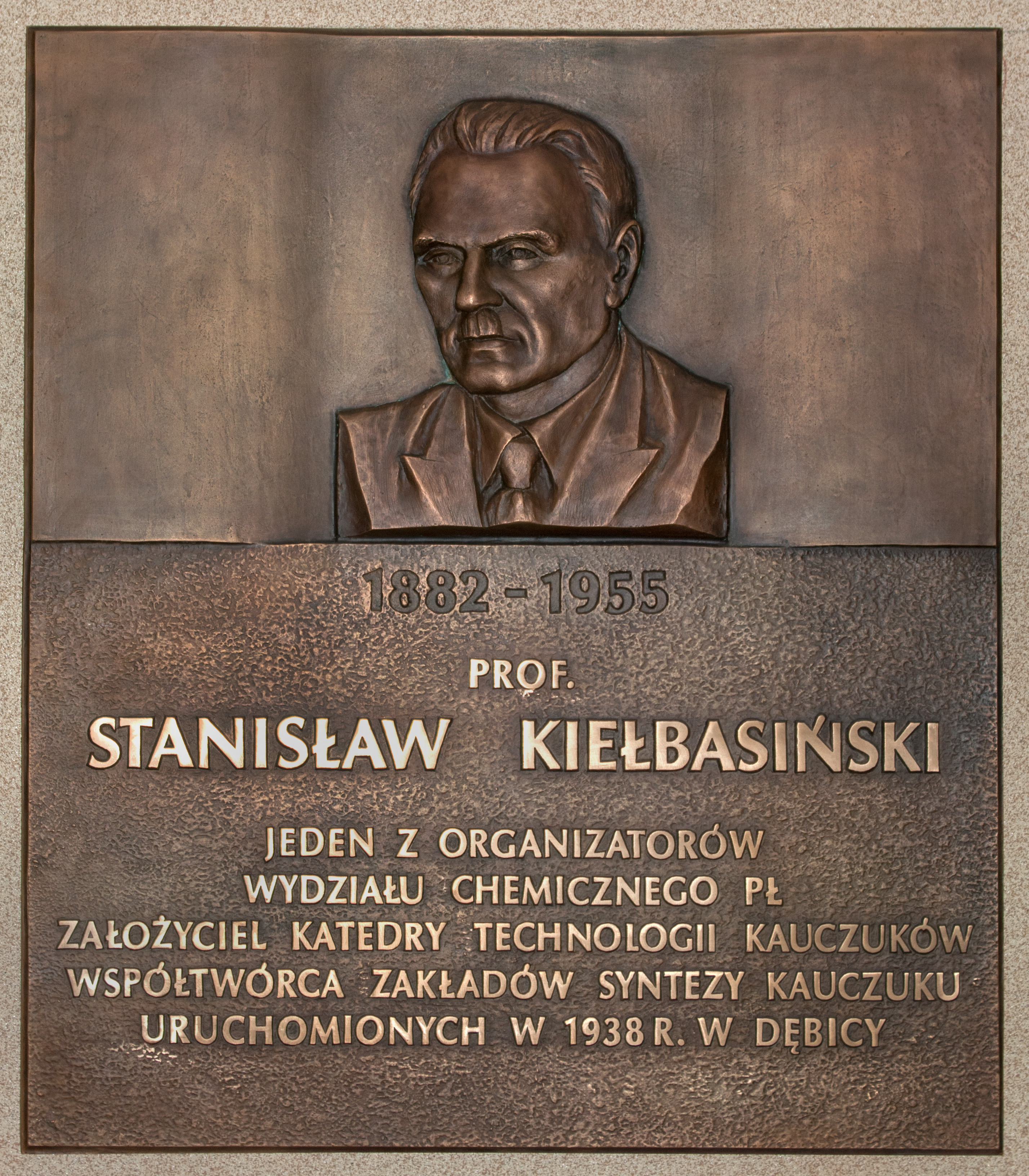
Tablica upamiętniająca prof. Kiełbasińskiego w Gmachu Wydziału Chemicznego PŁ

Stanisław Kiełbasiński (ur. 26 września 1882 w Tuszynie, zm. 19 maja 1955) – polski chemik-technolog, profesor Politechniki Łódzkiej.

## Życiorys
Studiował chemię w Berlinie i filozofię w Wiedniu. W roku 1911 uzyskał stopień doktora filozofii na uczelni wiedeńskiej. W latach 1913–1920 w Moskwie w pracowni J.I. Ostromyslenskiego zajmował się badaniami nad syntezą kauczuku z alkoholu etylowego. Osiągnięte wyniki umożliwiły uruchomienie w roku 1932 produkcji syntetycznego kauczuku na przemysłową skalę w Związku Radzieckim, a w Polsce w 1938 roku.
Równolegle zajmował się udoskonalaniem syntezy leków arsenobenzenowych w laboratorium zakładów „Rusko-Kraska” w Moskwie, a po powrocie do Polski w zakładach „Boruta” w Zgierzu oraz w fabryce „L. Spess i Synowie” w Warszawie. Opracowana przez niego oryginalna metoda syntezy neosalwarsanu została opatentowana w wielu krajach.
W roku 1929 na zaproszenie rządu Chile wyjechał do stolicy kraju Santiago de Chile, gdzie zorganizował od podstaw wytwórnię preparatów arsenobenzenowych.
Podczas okupacji w czasie II wojny światowej ratował Żydów, za co został aresztowany i był więźniem obozu w Dachau, a także zatrudniony w chemiczno-farmaceutycznej firmie „A. Kowalski” w Warszawie.
1 lipca 1945 roku został powołany przez Senat Politechniki Łódzkiej na stanowisko profesora Katedry Technologii Kauczuków i Mas Plastycznych, a w listopadzie 1945 roku na kierownika Katedry Technologii Środków Leczniczych na Wydziale Farmaceutycznym Uniwersytetu Łódzkiego. Prowadził prace badawczo-rozwojowe w zakresie syntezy monomerów i przetwórstwa kauczuku, wśród których najważniejsze to opracowanie metod syntezy i polimeryzacji metakrylanu metylu.
Pod jego kierunkiem powstało około 100 prac dyplomowych. Był przewodniczącym Rady Naukowej Instytutu Tworzyw Sztucznych PAN w Warszawie.